# Zabrđe (Novi Pazar)
Zabrđe település Szerbiában, a Raskai körzet Novi Pazar-i járásában.

## Népesség
- 1948-ban 142 lakosa volt.
- 1953-ban 249 lakosa volt.
- 1961-ben 188 lakosa volt.
- 1971-ben 182 lakosa volt.
- 1981-ben 101 lakosa volt.
- 1991-ben 99 lakosa volt.
- 2002-ben 49 lakosa volt, akik közül 25 szerb (51,02%) és 24 muzulmán (48,97%).